# Хасан, Мария
Мария Степановна Хасан (Заика) (род. 1952, Каменец-Подольская область) — украинский историк и шведский политик. Депутат муниципалитета Стокгольма (1994), Депутат шведского парламента (Риксдага) (2002—2006), где была членом Комитета по вопросам права и заместителем в Комитете по жилью. Автор законопроекта о поддержке Швецией курса Украины на вступление в Европейский союз. Ветеран украинской общины Швеции.

## Биография
Мария родилась 21 сентября 1952 года в Хмельницкой области УССР, СССР. Окончила Хмельницкое педагогическое училище и Киевский университет, исторический факультет. В университете познакомилась с будущим мужем — курдом из Сирии, который обучался международному праву.
После окончания университета Мария восемь лет работала в Государственном архиве кинофотофонодокументов. Вскоре муж переехал в Швецию, и в 1986 году увёз с собой семью — жену и двух сыновей.
В 1994 году Мария Хасан стала депутатом муниципалитета Стокгольма, а с 2002 по 2006 годы была депутатом шведского парламента — риксдага от правящей социал-демократической партии.
3 февраля 2020 года приняла участие в тематических встречах с представителями украинских общественных организаций в контексте совместного празднования Дня Соборности Украины в Посольстве Украины в Швеции.

## Награды
- Орден «За заслуги» ІІІ степени (18 августа 2009 года) — за весомый личный вклад в укрепление международного авторитета Украины, популяризацию её исторического наследия и современных достижений и по случаю 18-летия независимости Украины[7].